# مسعود بن محمد السجزي

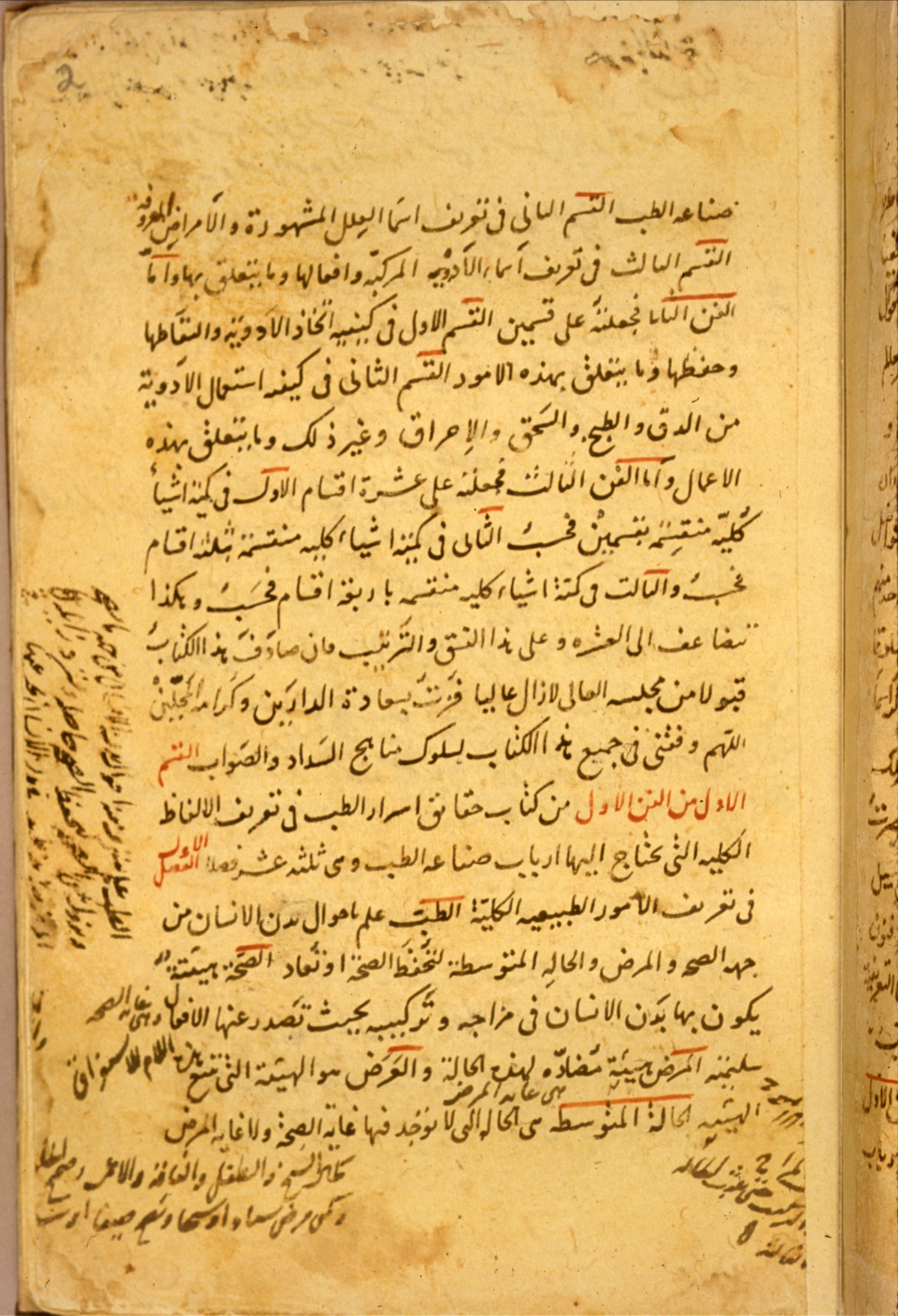
مخطوطة «حقائق أسرار الطب» - المكتبة الوطنية لعلم الطب.

مسعود بن محمد السجزي (ت. نحو 734 هـ) هو طبيب مسلم.
له «حقائق أسرار الطب» - ذُكر أنه ألفه للأمير قاسم بن عراق بن جعفر. وقد طُبع ونشر بتحقيق من محمد فؤاد الذاكري.